# 극장판 유희왕 더 다크 사이드 오브 디멘션즈
《극장판 유희왕 더 다크 사이드 오브 디멘션즈》(遊☆戯☆王 THE DARK SIDE OF DIMENSIONS)는 2016년에 공개된 일본의 극장판 애니메이션으로, 타카하시 카즈키의 만화 《유희왕 듀얼몬스터즈》의 영화화 작품이다. 만화책 유희왕의 완결 후의 이야기를 담고 있다.

## 주요 등장 인물

### 메인 캐릭터
무토오 유우기(유희)
성우-카자마 슌스케
유희왕의 주인공. 설정 상 DM의 완결 후의 이야기이기 때문에, 어둠의 유우기는 등장하지 않는다. 어둠의 유우기를 부활시키려 하는 카이바에게 천년 퍼즐의 흩어진 조각 중 하나를 준다.
카이바 세토
성우-츠다 켄지로
유희왕의 라이벌 캐릭터. 어둠의 유우기가 성불하고 난 뒤 자신의 유일한 적수를 잃은 것을 안타까워하며, 천년 퍼즐을 다시 맞춰 어둠의 유우기를 다시 만나려 한다.
아이가미(본명은 디바)(카미)
극장판에서 나온 메인빌런. 유우기와 같은 학교이며 사실 얘가 사람이 사라지는 사건의 범인이다. 덱은 방계덱

### 성우진(한국어)
- 엄상현 - 유희 역
- 구자형 - 어둠의 유희 역
- 장성호 - 카이바 역
- 강수진 - 조이 역
- 박선영 - 수진 역
- 최원형 - 우혁 역
- 정재헌 - 바크라 역
- 곽규미 - 모크바 역
- 김현욱 - 카미 역
- 송하림 - 세라 역
- 황창영 - 마니 역